# Estação São Joaquim
A Estação São Joaquim é uma das estações da Linha 1–Azul e, futuramente, da Linha 6–Laranja do Metrô de São Paulo. Foi inaugurada em 17 de fevereiro de 1975 e está localizada na Avenida da Liberdade, 1033, no distrito da Liberdade.

## História

### Linha 1–Azul
O projeto da Estação São Joaquim foi elaborado entre 1967 e 1968 pelo arquiteto Flávio Marcondes. A desapropriação dos lotes para a construção da estação foi autorizada pelo Decreto Municipal 8656 de 16 de fevereiro de 1970. Durante a divisão das obras da Linha Norte–Sul em onze lotes (depois diminuídos para dez), a Estação São Joaquim foi incorporada ao lote 4. Enquanto os primeiros lotes foram iniciados em dezembro de 1968, o lote 4 acabou envolvido por grande polêmica quando foi inicialmente vencido pelo consórcio Metronors. O consórcio Metronors acabou denunciado por ter entre seus integrantes a empresa alemã Hochtief. A Hochtief foi uma das empresas que elaborou o projeto da linha entre 1967 e 1969 e acabou contratada pelo Metrô para a fiscalização das obras. De acordo com as regras vigentes da licitação, ela não poderia construir uma obra cujo projeto elaborou e fiscalizaria. Dessa forma, o consórcio Metronors foi desclassificado, e o lote 4 acabou dividido em 4–Norte e 4–Sul. A contratação das obras, que deveria ter ocorrido em setembro de 1969, ocorreu apenas em maio de 1971, quando a Camargo Corrêa foi contratado para o lote sul (segunda colocada da licitação cancelada anteriormente) e a construtora Mendes Junior para o lote norte.
Naquele momento, a Estação São Joaquim era uma das mais atrasadas do projeto. Após exigir ritmo intenso, o Metrô anunciou, no início de 1972, que as obras haviam evoluído em dez meses e alcançado o mesmo patamar das demais da linha. As obras foram inauguradas em 17 de fevereiro de 1975, como parte da inauguração do trecho Vila Mariana–Liberdade.
Em 2010, a estação recebeu elevadores para torná-la totalmente acessível.

### Linha 6–Laranja

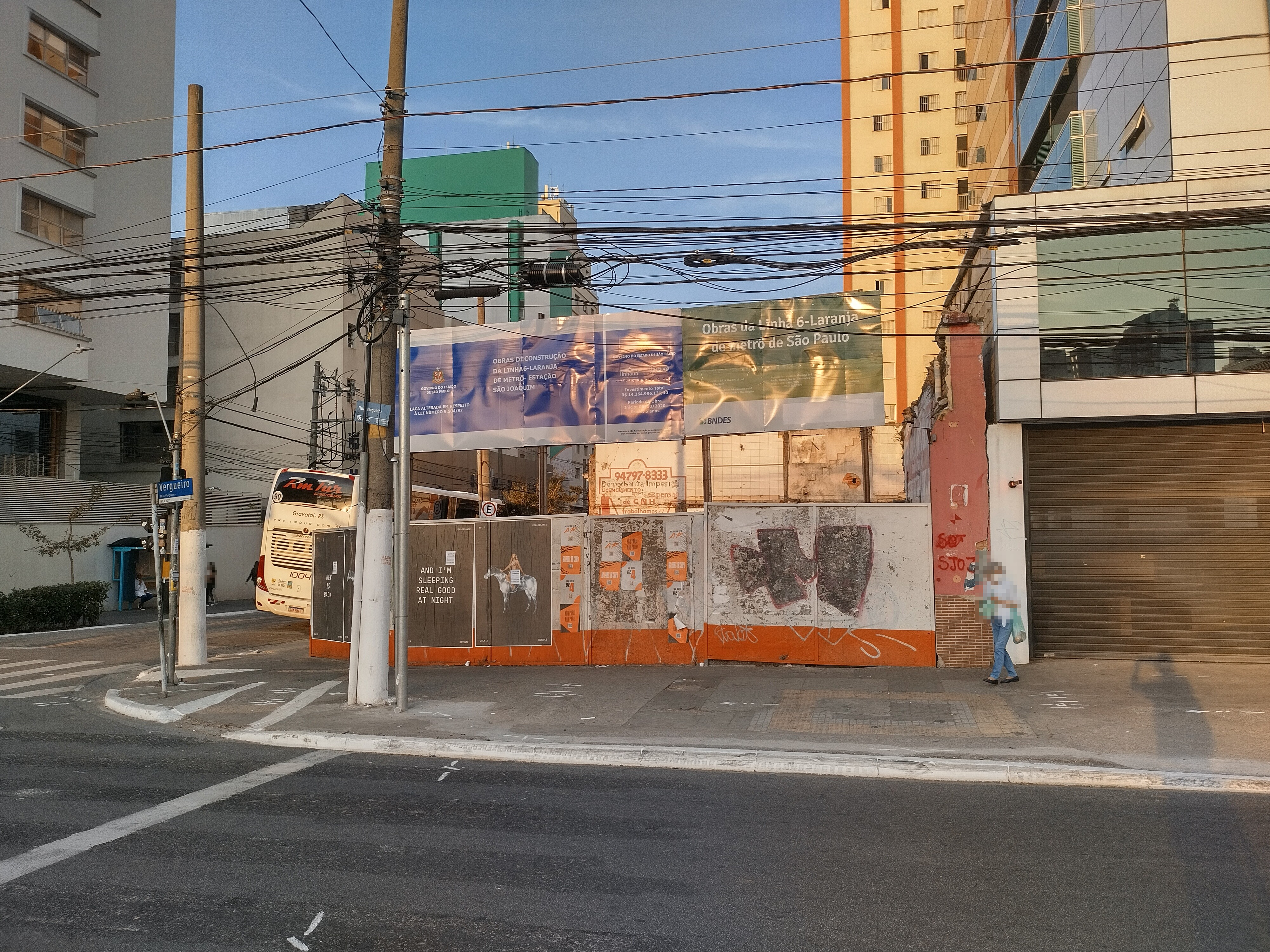
Obras da estação da Linha 6

O projeto da Linha 6–Laranja surgiu após reivindicação da população da Freguesia do Ó. Depois de quinze anos de reivindicação, a Companhia do Metropolitano de São Paulo incluiu um projeto de metrô para o bairro no Plano Integrado de Transportes Urbanos - Horizonte 2025 (PITU-2025). Durante a elaboração do projeto, foi decidido que uma das estações da Linha 6 seria São Joaquim, para permitir a integração com a Linha 1–Azul. Segundo o estudo de impacto ambiental da linha (considerando o cenário Bandeirantes–Cidade Líder), a estação terá um movimento de embarque diário previsto de 121 830 passageiros.
Com a mudança do projeto (reduzido para Brasilândia–São Joaquim), será uma das estações terminais da Linha 6 e a principal estação de transferência de toda a linha. Para a construção da estação, foram desapropriadas quatro áreas ao redor da estação da Linha 1-Azul (em um total de 5 693,8 metros quadrados, por meio do decreto estadual número 58 025, de 7 de maio de 2012. O projeto arquitetônico da estação, que prevê 16 098,27 metros quadrados de área construída, foi elaborado entre 2011 e 2012 pelo escritório Tetra Projetos e pela empresa Setepla Tecnometal.
Em abril de 2015, foi iniciada a demolição dos imóveis desapropriados. Antes da conclusão dessa etapa, o projeto foi paralisado por falta de recursos pela concessionária Move São Paulo, em setembro de 2016. Após a troca do controle acionário da concessão da Linha 6, assumido pelo grupo espanhol Acciona, as obras foram retomadas em 6 de outubro de 2020. A previsão para a conclusão das obras é de cinco anos.

## Demanda média da estação
A média de entrada de passageiros nessa estação é de 39 mil passageiros por dia, segundo dados do Metrô.

## Obras de arte
A estação não faz parte do Roteiro da Arte nas Estações (Metrô de São Paulo).

## Tabela
A estação é subterrânea, com mezanino de distribuição e plataformas laterais com estrutura em concreto aparente, e tem capacidade para até vinte mil passageiros por dia. Sua área construída é de 6,415 metros quadrados.
| Sigla | Estação     | Inauguração             | Capacidade                   | Integração               | Plataformas | Posição     | Notas                                      |
| ----- | ----------- | ----------------------- | ---------------------------- | ------------------------ | ----------- | ----------- | ------------------------------------------ |
| JQM   | São Joaquim | 17 de fevereiro de 1975 | 20 mil passageiros hora/pico | Bilhete Único da SPTrans | Laterais    | Subterrânea | Estação com estrutura de concreto aparente |

## Dados da linha
| Linha  | Terminais            | Estações | Principais destinos                                                                                             | Intervalo entre trens (s) | Funcionamento                                                 |
| ------ | -------------------- | -------- | --- | ------------------------- | ------------------------------------------------------------- |
| 1 Azul | Tucuruvi ↔ Jabaquara | 23       | Tucuruvi, Santana, Tiradentes, Luz, Sé, Liberdade, São Joaquim, Paraíso, Santa Cruz, Praça da Arvore, Jabaquara | 90                        | Diariamente, das 4h40 à 0h32; Sábados até a 1 hora de domingo |